# AutoCAD

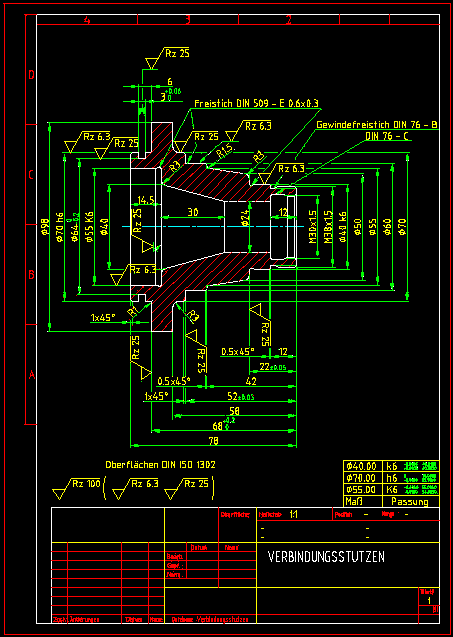
AutoCAD-Mechanical 2D-Zeichnung

AutoCAD [ɑːtoʊˈkæd] ist ein CAD-Programm von Autodesk.

## Beschreibung
AutoCAD wurde als grafischer Zeichnungseditor von der Firma Autodesk entwickelt. In den Anfangsjahren bis ca. 1990 wurde AutoCAD hauptsächlich als einfaches CAD-Programm mit Programmierschnittstellen zum Erstellen von technischen Zeichnungen verwendet. Heute umfasst die Produktpalette eine umfangreiche 3D-Funktion zum Modellieren von Objekten sowie spezieller Erweiterungen insbesondere für Ingenieure, Maschinenbauingenieure, Architekten, Innenarchitekten und Designfachleute sowie Geoinformatiker, Gebäudetechniker und allgemeine Bauingenieure.
AutoCAD ist grundsätzlich ein vektororientiertes Zeichenprogramm, das auf einfachen Objekten wie Linien, Polylinien, Kreisen, Bögen und Texten aufgebaut ist, die wiederum die Grundlage für kompliziertere 3D-Objekte darstellen.
Die zu AutoCAD entwickelten Dateiformate .dwg sowie .dxf bilden einen Industriestandard zum Austausch von CAD-Daten. Laut Autodesk wurden seit der Erfindung des DWG-Formates rund drei Milliarden Dateien erstellt, davon wurden im Jahr 2006 eine Milliarde aktiv bearbeitet.

## Betriebssysteme
AutoCAD lief auf PC-kompatiblem DOS, wie PC DOS und MS-DOS, und wurde auch auf Unix und den Macintosh portiert. Ab Release 14 wurde in den 1990er Jahren nur noch Windows als Betriebssystem unterstützt. Seit dem 15. Oktober 2010 ist AutoCAD zusätzlich auch für macOS erhältlich (ab Version 10.5.8 „Leopard“).
Mit AutoCAD web app und AutoCAD mobile app (vormals AutoCAD 360 und AutoCAD WS), stehen auch vereinfachte, kostenfreie Versionen als Webapp und native Mobile App für Smartphones und Tablet-PCs zur Verfügung (Android und iOS).

## Versionen
Die aktuelle Version ist AutoCAD 2025, erschienen im März 2024.
AutoCAD Ersterscheinung
| Rel. | AutoCAD Version | Ersch. Datum | ARX Version | DWG Header | Wichtige neue Funktionen in dieser Version |
| ---- | --------------- | ------------ | ----------- | ---------- | --- |
| 1    | 1.0             | 12/1982      |             | MC0.0      | |
| 2    | 1.2             | 04/1983      |             | AC1.2      | |
| 3    | 1.3             | 08/1983      |             |            | |
| 4    | 1.4             | 10/1983      |             | AC1.40     | |
| 5    | 2.0             | 10/1984      |             |            | |
| 6    | 2.1             | 05/1985      |             | AC2.10     | Einführung von AutoLisp in Version 2.18 |
| 7    | 2.5             | 06/1986      |             | AC1002     | |
| 8    | 2.6             | 04/1987      |             | AC1003     | |
| 9    | R9              | 09/1987      |             | AC1004     | |
| 10   | R10             | 10/1988      |             | AC1006     | |
| 11   | R11             | 10/1990      |             | AC1009     | |
| 12   | R12             | 06/1992      |             | AC1009     | Verbesserte Pull-Down Menüs; Erste Release mit Windows-Unterstützung (3.1 im 386 enhanced Modus) |
| 13   | R13             | 11/1994      |             | AC1012     | Windows-Bildschirmoberfläche; Verschiebbare Werkzeugkästen mit Flyouts; Befehlszeilenfenster; TrueType Schriften |
| 14   | R14             | 02/1997      | 14.0        | AC1014     | HEIDI-based graphics system; Verbesserter Werkzeugkasten für Objekteigenschaften; Eigenschaften anpassen (Pinsel); MText-Editor; Plotvorschau; Ablösung der bisherigen Programmierschnittstelle ADS (AutoCad Development System) durch ARX (AutoCad Runtime System) mit einer gemeinsamen Zwischenbibliothek (ADSRX); Einführung von VisualLisp |
| 15   | 2000            | 03/1999      | 15.0        | AC1015     | Multiple Dokument Interface; Layouts im Papierbereich; DesignCenter und Eigenschaften-Dialogfeld; Spurverfolgung (POLAR) und Objektfangspur (OTRACK); Einführung der Objekt-ARX-Umgebung mit Bibliotheken für C++ |
| 16   | 2000i           | 07/2000      | 15.1        | AC1015     | Internet-Edition |
| 17   | 2002            | 06/2001      | 15.2        | AC1015     | Assoziative Bemaßung; Block Attribute Manager; Erweiterter Attributs-Editor |
| 18   | 2004            | 03/2003      | 16.0        | AC1018     | Neuer Texteditor; anpassbare Paletten; True Color, RAL-Farbsystem und Farbverläufe |
| 19   | 2005            | 03/2004      | 16.1        | AC1018     | Plansatz-Manager; Tabellen; Text mit Schriftfeld |
| 20   | 2006            | 03/2005      | 16.2        | AC1018     | Dynamische Blöcke; Befehl VERBINDEN |
| 21   | 2007            | 03/2006      | 17.0        | AC1021     | Dashboard; Dynamisches BKS; Bearbeitbare Volumenkörper; ANHEBEN und SWEEP; Live-Schnitt |
| 22   | 2008            | 03/2007      | 17.1        | AC1021     | Skalierung von Beschriftungsobjekten, Beschriftungsmaßstäbe |
| 23   | 2009            | 03/2008      | 17.2        | AC1021     | Menübrowser und Multifunktionsleiste |
| 24   | 2010            | 03/2009      | 18.0        | AC1024     | Geometrische Abhängigkeiten und Parametrische Bemaßung |
| 25   | 2011            | 03/2010      | 18.1        | AC1024     | Neue Rasteranzeige; Transparente Objekte; Multifunktionale Griffe bei Schraffuren und Polylinien; Ausgewähltes hinzufügen; Objekte ausblenden oder isolieren; Ähnliche auswählen; Wechselnde Auswahl; 3D-Objektfang; Neue 3D-Befehle zum Erstellen und Bearbeiten von Flächen; Analyse von 3D-Modellen                                          |
| 26   | 2012            | 03/2011      | 18.2        | AC1024     | Online-Hilfe; Content Explorer; Multifunktionale Griffe bei Linien, Bögen, Bemaßung und BKS-Symbol |
| 27   | 2013            | 03/2012      | 19.0        | AC1027     | Begrüßungsbildschirm; Exchange Apps; Autodesk 360 cloud; Ansichten von 3D-Modellen (GRUNDANS); Anklickbare Optionen in der Befehlszeile |
| 28   | 2014            | 03/2013      | 19.1        | AC1027     | Design-Feed; Live-Karten; Dateiregisterkarten; Auto-Vervollständigung und -Korrektur in der Befehlszeile |
| 29   | 2015            | 03/2014      | 20.0        | AC1027     | Windows 8.1 Support, Glatte Liniendarstellung, Verbesserte Modellbereichs-Ansichtsfenster, Lasso-Auswahl, Befehlsvoransicht, Multifunktionsleisten-Kataloge, MText-Verbesserungen |
| 30   | 2016            | 03/2015      | 20.1        | AC1027     | Umfangreichere Canvas, verbessertes Design, intelligente neue Tools wie z. B. Smart Dimensioning, Coordination Model, Enhanced PDFs |
| 31   | 2017            | 03/2016      | 21.0        | AC1027     | PDF-Import, Associative Center Marks and Centerlines, DirectX-11-Grafik |
| 32   | 2018            | 03/2017      | 22.0        | AC1032     | Verbesserte Layoutfunktionen (Ansichtsfenster); 3D-Grafikleistung verbessert; Unterstützung von 4K-Monitoren; Cyber-Sicherheit; Verbesserungen der XRef Layer-Eigenschaft |
| 33   | 2019            | 03/2018      | 23.0        | AC1032     | Freigegebene Ansichten; DWG Vergleichen; Speichern unter AutoCAD Web & Mobile |
| 34   | 2020            | 03/2019      | 23.1        | AC1032     | Neues Oberflächenthema; Verbesserte Performance; Dynamisches Messen; Neue Blockpalette; Vereinfachtes Bereinigen; Zeichnungsvergleich (Versionen); Mittellinien |
| 35   | 2021            | 03/2020      | 24.0        | AC1032     | Verbesserte Blockpalette mit Cloudzugriff; AutoCAD-Web-App – Auf Desktop öffnen; AutoLISP Extension für VS Code Enhancements; AutoCAD-Hilfe verfügt über ein neues Menü mit Kurzreferenzen |
| 36   | 2022            | 03/2021      | 24.1        | AC1032     | Verbesserungen bei der Zusammenarbeit in der Cloud; Freigabe der aktuellen Zeichnung; Funktion Anzahl und Band; Flüssigere Navigation in komplexen 3D-Modellen |
| 37   | 2023            | 03/2022      | 24.2        | AC1032     | Meine Einblicke; Markierungsimport und Markierungsassistent; Lisp-Api für Web-App; Plansatzaustausch über Cloud-Plattform; 3d-Verbesserungen |
| 38   | 2024            | 03/2023      | 24.3        | AC1032     | Aktivitätsübersicht; Makro-Ratgeber; Optimierungen; Autolisp-Automatisierungen für AutoCad im Web; AutoLisp für AutoCad LT |
| 39   | 2025            | 03/2024      | 25.0        | AC1032     | Änderungen an den Smart-Blöcken, Import von Markierungen aus Autodesk Docs und verbesserte Aktivitätseinblicke, Verbesserungen bei Schraffuren und Erweiterungen |

Die ARX (AutoCad Runtime Extension)-Version wird durch die interne Versions-Variable ACADVER angezeigt. ARX-Anwendungen sind nur innerhalb des ganzzahligen Versions-Anteils (z. B. 17) kompatibel ausführbar. Mit AutoCad 2024 sind erstmals seit Version 2000 vier hintereinanderfolgende Versionen kompatibel.

## Varianten
AutoCAD wird in verschiedenen Varianten mit unterschiedlichem Funktionsumfang angeboten.

### AutoCAD
AutoCAD ist eine Software zur Bearbeitung von technischen Zeichnungen als Vektorgrafiken in 2D- und 3D. Die Software ist unter anderem in C++ programmiert und besitzt mehrere Programmierschnittstellen wie zum Beispiel AutoLISP. AutoCAD wird häufig mit zusätzlicher Software eingesetzt, die mit vorgegebenen Symbolen, Makros und Berechnungsfunktionen zur schnellen Erstellung von technischen Zeichnungen dient. Im Zuge der Weiterentwicklung wurden diese Funktionen direkt in die auf AutoCAD basierenden Produkte integriert.

### AutoCAD LT
AutoCAD LT ist eine vereinfachte AutoCAD-Variante, mit der meist 2D-Zeichnungen erstellt werden und die weniger Programmierschnittstellen besitzt. Auch hier gibt es zusätzliche Software, die durch die vorgegebenen Symbole, Makros und Software mit Berechnungsfunktionen zur schnellen Erstellung von technischen Zeichnungen dient. Aufgrund der geringeren Funktionalität ist AutoCAD LT kostengünstiger als die 3D-Variante AutoCAD.

### AutoCAD Mechanical

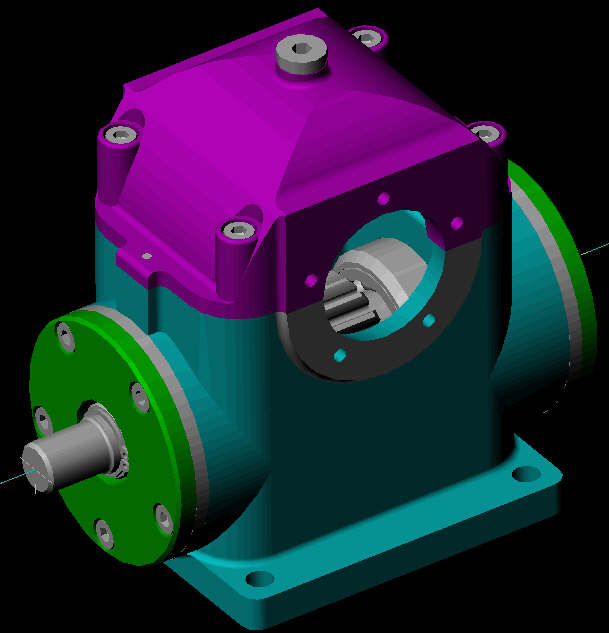
AutoCAD-Mechanical Desktop 3D-Zusammenbau

AutoCAD Mechanical ist eine Erweiterung von AutoCAD für den Maschinenbau-Bereich (CAD/CAM), die aus dem ehemaligen deutschen Softwarehaus GENIUS CAD software GmbH im bayerischen Amberg durch Übernahme seitens Autodesk entstanden ist. Es ist eine sehr leistungsfähige 2D-Applikation mit deutlich erweitertem Befehlsumfang, Normteilen, Berechnungs- und Stücklistenfunktionen.
Die früher vertriebene Erweiterung Mechanical Desktop für die mechanische 3D-Konstruktion wird nicht mehr weiterentwickelt. Stattdessen gibt es das wesentlich leistungsfähigere und modernere parametrische 3D-Programm für die Konstruktion in Mechanik und Maschinenbau Autodesk Inventor. AutoCAD, AutoCAD Mechanical und Autodesk Inventor werden mit weiteren Produkten als Paket mit dem Namen „Product Design Suite“ vermarktet. Eine Erweiterung stellt „Product Design Suite Ultimate“ mit dem „Inventor Professional“ dar, das die Funktionalität um FEM-Berechnung, dynamische Simulation, Rohrleitungs- und Kabelbaumkonstruktion erweitert. Die Verwaltung der Konstruktionsdaten kann mit Autodesk Vault erfolgen.

### AutoCAD Architecture
AutoCAD Architecture ist eine erweiterte AutoCAD-Variante für den Bau- und Architekturmarkt (CAAD), die über eine vordefinierte 3D-Bibliothek für Bauteile, die zum Konstruieren von Gebäuden benötigt werden (Wände, Fenster, Treppen, Dächer etc.) verfügt. AutoCAD Architecture ersetzt den bis zur Einführung von Autodesk entwickelten Architectural Desktop (ADT). Wie bei anderen Software-Lösungen auf Basis von AutoCAD (Civil3d, Inventor, …) handelt es sich um ein sogenanntes vertikales Produkt. Die Zeichnung wird wahlweise in 2D oder 3D angefertigt und Grundrisse, Ansichten und Schnitte, die für den Bau notwendig sind, werden automatisch erstellt. Da AutoCAD Architecture objektorientiert arbeitet und das IFC-Format beherrscht, kann es zu den BIM-CAD Systemen gezählt werden.
AutoCAD Architecture wird ab der Version 2023 nicht mehr als eigenständiges Programm angeboten. sondern ist nun in AutoCAD enthalten.

#### AutoCAD MEP
AutoCAD MEP (Mechanical, Electrical & Plumbing) ist eine erweiterte AutoCAD-Architecture-Variante für die Gebäudetechnik (HVAC/MEP), die über eine vordefinierte 3D-Bibliothek für Bauteile, die zum Konstruieren von gebäudetechnischen Anlagen benötigt werden (Heizkessel, Heizkörper, Rohrleitungen, Rohrleitungsarmaturen, Klimakomponenten, Elektrotrassen, Schalter und Dosen etc.) verfügt. Die Zeichnung wird vollständig 3D angefertigt und Grundrisse, Ansichten und Schnitte, die für die Gebäudetechnik notwendig sind, werden wie bei AutoCAD Architecture automatisch erstellt. Die Kompatibilität zu AutoCAD Architecture ist damit gewährleistet.

### AutoCAD ReCap
AutoCAD ReCap ist eine AutoCAD-Erweiterung, die zusätzlich zu den 3D-Modellen das Verarbeiten von Punktwolken, wie sie zum Beispiel Laserscanner liefern, in AutoCAD ermöglicht.

### AutoCAD Map 3D

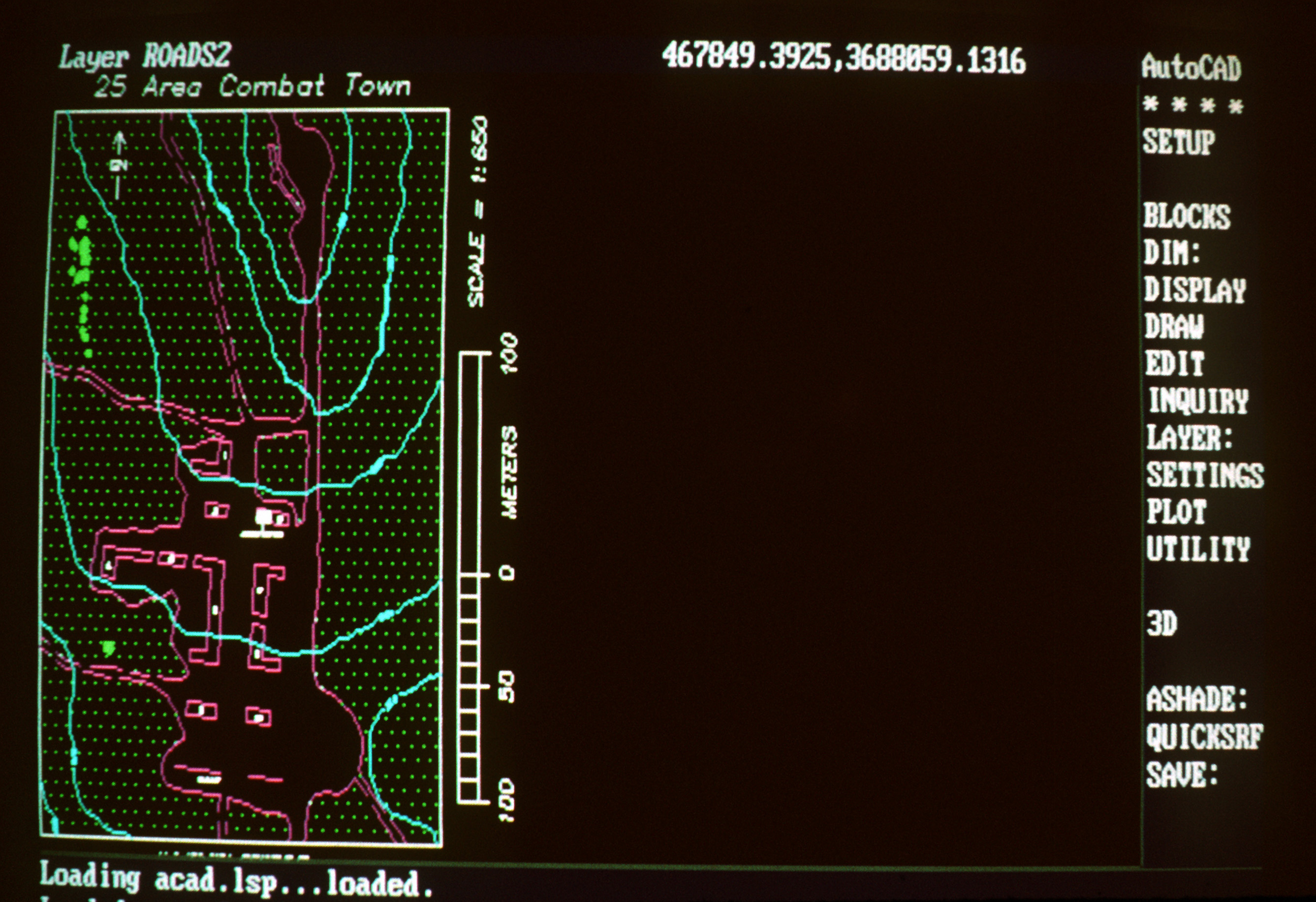
AutoCAD 2D-Karte der US Navy, 1989

AutoCAD Map 3D basiert auf AutoCAD und ergänzt dieses um umfangreiche Funktionen für den Bereich Kartografie. Mit dem Programm erstellt und bearbeitet man technische Karten. Es lassen sich durch diverse Schnittstellen Daten aus zahlreichen Quellen integrieren und in gewissem Umfang auch Geodaten-Analysen durchführen. In der aktuellen Version sind die 3D-Funktionen erweitert worden, so lassen sich unter anderem auch Höhenlinienpläne generieren.

#### Autodesk Topobase
1998 wurde die Software Topobase von der Schweizer Firma C-Plan AG in Gümligen als AutoCAD-Erweiterung veröffentlicht. 2006 wurde die Firma von Autodesk  übernommen. Die Erweiterung machte AutoCAD Map 3D zu einem Geoinformationssystem und basiert auf einer nach Standards des Open Geospatial Consortium schematisierten Datenbank von Oracle mit Spatial-Erweiterung. Ab der Version 2012 ist sie in Map 3D integriert und für alle Fachschalen einsetzbar.

#### Autodesk Infrastructure Map Server
Auch TB-Web GIS wurde von der Firma C-Plan neben Topobase entwickelt. Nach Übernahme durch Autodesk wurde die Software als Autodesk Topobase Web angeboten.
Autodesk entwickelte das PHP-basierte Web-GIS-Framework Autodesk MapGuide Enterprise, das von der Open Source Geospatial Foundation OSGeo quelloffen als MapGuide Open Source erhältlich ist.
Die Produkte Autodesk MapGuide Enterprise und Autodesk Topobase Web wurden zusammengelegt zur Mapserver-Software mit Web-GIS-Framework namens Autodesk Infrastructure Map Server.

### AutoCAD Civil 3D
AutoCAD Civil 3D basiert auf AutoCAD und ist für die Bearbeitung von Tiefbauprojekten, insbesondere Verkehrswege-, Landschaftsplanung, Geländemodellierung und Wasserbau, geeignet. Um die Bearbeitung von Projekten zu ermöglichen, die sich über weite und komplexe Geländeformen ziehen, ist die volle Funktionalität von AutoCAD Map 3D in AutoCAD Civil 3D integriert.

### AutoCAD ecscad
AutoCAD ecscad basiert auf AutoCAD und ist für die Planung elektrotechnischer Steuerungssysteme, sogenannter Stromlaufpläne geeignet.

### Autodesk AutoSketch/SketchBook
Autosketch ist ein einfaches Vektor-Zeichenprogramm. Es wird von Autodesk nicht mehr unterstützt oder weiterentwickelt. Es wurde abgelöst von dem Programm Autodesk SketchBook, welches auch gratis als Expressversion mit eingeschränktem Funktionsumfang für Windows, MacOS, iOS und Android erhältlich ist.

## Programmierschnittstellen
AutoCAD bietet eine Vielzahl an Programmierschnittstellen (APIs) für Customizing und Automatisierung. Als interne Programmierschnittstellen stehen heute zur Verfügung
- AutoLISP bzw. Visual Lisp (eine XLISP-Variante) *.lsp und *.fas ; .fas-Dateien sind mit dem internen Lisp-Compiler erzeugte Kompilate von Lisp-Programmen.
- Visual Basic for Applications (VBA) *.dvb . VBA wird in den derzeit aktuellen Versionen jedoch nicht mehr standardmäßig installiert, so dass es manuell nachinstalliert werden muss.
- Skripte *.scr
- Menüdateien *.mnu
- DIESEL (keine eigene Datei-Erweiterung)
- Dialog Control Language *.dcl . Eine Sprache, die es erlaubt, den Aufbau von Dialogboxen zu steuern.

sowie weitere Schnittstellen zu:
- C++ (ObjectARX) *.arx
- .Net-Framework (insbesondere zu Visual Basic.NET, C#)

Durch den Einsatz von Vorgabezeichnungen, Blöcken, Symbolen, Linientypen und externen Spezialprogrammen, zum Beispiel für die Ausgabe von Berechnungsergebnissen können relativ einfach fast alle geometrischen und technischen Darstellungen erzeugt oder modifiziert werden.

## Dateiformate
AutoCAD verwendet überwiegend eigene Dateiformate.

### DWG
Nach außen ist dieses Dateiformat durch den Dateinamenanhang .dwg, für ‚normale‘ Zeichnungsdateien gekennzeichnet. Das Kürzel steht für drawing (engl. für „Zeichnung“). Die Dokumentation der Dateistruktur ist nicht frei erhältlich, jedoch findet man im Internet eine Dokumentation der Open Design Alliance.
Das DWG-Dateiformat wurde kontinuierlich an die Anforderungen der jeweiligen AutoCAD-Versionen angepasst und erweitert. So wurde das Format mit Einführung der Versionen AutoCAD 2000, 2004, 2007, 2010, 2013 und 2018 geändert. Die als DWG 2000, DWG 2004, DWG 2007, DWG 2010, DWG 2013 und DWG 2018 bezeichneten Formate können nicht in ältere AutoCAD-Versionen eingelesen werden. Die eingeschränkte Kompatibilität des DWG-Dateiformats zu älteren AutoCAD-Versionen kann durch Abspeichern in älteren Formatversionen (kann im Programm generell festgelegt werden) sowie durch die Verwendung des DXF-Dateiformats und den Einsatz von externen Konverterprogrammen teilweise umgangen werden. Bei Nutzung des DXF-Formats ist dabei mit dem Zerfall von nicht unterstützten Objekten in einfachere Basisobjekte zu rechnen. Die ersten 6 Bytes einer dwg-Datei sind mit einem gewöhnlichen Texteditor lesbar. Sie geben die Version der DWG-Datei an. Dateien der Version AutoCAD 2013 bis AutoCAD 2017 beginnen mit dem Header AC1027, Version AutoCAD 2018 und höher beginnen mit AC1032.

### DXF
Die DXF-Schnittstelle ist eine quelloffene Schnittstelle des Herstellers Autodesk und unterliegt keinem neutralen Normungsausschuss, die Dokumentation für DXF ist aber frei verfügbar. Sie ist ein in ASCII-Zeichen lesbares Abbild der binär abgespeicherten DWG. AutoCAD unterstützt DXF (engl. drawing interchange format, „Zeichnungsaustauschformat“) für den Datenaustausch mit anderen CAD-Programmen in der aktuellen Version und jeweils noch meist 3–4 älteren Stände.
Das DXF-Dateiformat unterstützt direkt 2D- und 3D-Koordinaten sowie zum Beispiel Linien, Bögen und einfache Flächen und weitere komplexe Geometrieelemente wie zum Beispiel Blöcke, ARX-Objekte und Bemaßungen. Es ist mit einfachen Mitteln zum Beispiel mit Texteditoren und fast allen Programmiersprachen, einschließlich mit dem VBA von Excel möglich, DXF-Dateien zu erzeugen, auszuwerten oder zu manipulieren. Diese Möglichkeiten bieten sich besonders für geometrische und auf geometriebasierende Berechnungen von CAD-Modellen zum Beispiel zur Optimierung von Flächen an. Der Aufbau ist sehr klar, einfach und strukturiert.
Diese Schnittstelle hat sich im CAD-Markt als ein Quasi-Datenaustauschstandard etabliert, obwohl sie nicht von Autodesk mit diesem Ziel entwickelt wurde. Das DXF-Format wurde von Autodesk dazu geschaffen, um geometrische Informationen von AutoCAD an eine interne oder externe Applikation zur weiteren Verwendung zu übergeben. Genauso sollte das Ergebnis zum Beispiel einer Berechnung wieder aus der Applikation zurück an AutoCAD übergeben werden. Dazu wurde eine Liste von geometrischen Objekten von den Entwicklern erstellt und sauber dokumentiert. Diese offene Dokumentation wurde dann von anderen CAD-, CNC- und CAM-Herstellern wegen ihrer einfachen Struktur und Übersicht als CAD-Schnittstelle übernommen. Sie ist der oft kleinste gemeinsame Nenner vieler Vektorgrafikprogramme und wird von fast allen unterstützt. Allerdings werden meist nicht alle Funktionen von den anderen Herstellern voll unterstützt und es gehen daher manchmal entscheidende Details beim Austausch via DXF verloren.
Auch das DXF-Dateiformat wurde, wie das DWG-Dateiformat, kontinuierlich an die Anforderungen der jeweiligen AutoCAD-Versionen angepasst und erweitert.

### DXB
Das DXB-Dateiformat (engl. drawing exchange format, binary) ist eine binäre Form des DXF-Dateiformates. Es ist extrem kompakt, kann im Verhältnis zu DXF schnell gelesen und geschrieben werden, ist aber für den Programmierer wesentlich aufwendiger als die ASCII-Variante. DXB wird nur in wenigen, hauptsächlich zeitkritischen Anwendungsfällen verwendet.

### DWF
Ein weiteres Format ist das Dateiformat DWF (engl. design web format) als hochkomprimiertes Vektorformat zur Präsentation im Internet und zur Ansicht. Das Format ist dokumentiert. Ein DWF-Toolkit mit C++-API zum Lesen und Schreiben ist mit Quelltext kostenlos bei Autodesk erhältlich. DWFx ist eine Weiterentwicklung von DWF, die auf dem XPS-Format von Microsoft basiert.

### DGN
Ein weiteres Format ist das Dateiformat DGN, das von MicroStation definiert wird und auch in den aktuellen AutoCAD Versionen unterstützt wird. Das Kürzel DGN steht für design (engl. für „Entwurf“).

### SHP
Ein weiteres Format ist das Dateiformat SHP (engl. Shapefile; nicht zu verwechseln mit dem ESRI-Shapefile), eine Symboldefinition. Dieses Dateiformat wird zur Codierung von Zeichnungselementen auf unterster Ebene eingesetzt und wird vor der Verwendung zu SHX kompiliert. Anwendungsgebiete sind benutzerdefinierte Schraffuren, Linien, Bemaßungen oder Schriftarten. Es können nur die elementarsten Objekte definiert werden wie Linien und Bögen.

### SHX
Die Dateiendung für AutoCad-Schriftarten (Fonts) und Linientypen. Eine Schrift-shx-Datei ist jedoch in einem Binärformat codiert, eine Linientyp-shx-Datei in Reintext.
Schriften im shx-Format werden z. T. graphisch anders behandelt, als z. B. Schriften, die vom Betriebssystem zur Verfügung gestellt werden (TrueType, Postscript-Fonts), da sie keine Füllungsflächen oder Rundungen unterstützen.

## Anwendungen
Für AutoCAD gibt es zu vielen Bereichen Spezial-Anwendungen. Beispielsweise für das Bauwesen, den Maschinenbau (siehe oben), den Landschaftsbau, die Versorgungs- und Elektrotechnik. Diese sind in der Regel in C++ geschrieben. Autodesk bietet hier mit ObjectARX (C++-API) die entsprechenden Grundlagen. Die Entwicklung geht auch hier zu .NET. Einfache Programmwerkzeuge (Tools) sind bisweilen in Visual Basic oder VBA geschrieben worden. Hinzu kommen eine Vielzahl von AutoLISP-Routinen, die oft in freien Foren ausgetauscht werden. Eine Auflistung kommerzieller Anwendungen findet sich im Autodesk-Katalog.

## AutoCAD-Kurse im Test
Die Stiftung Warentest hat im Februar 2015 AutoCAD-Kurse für Einsteiger getestet. Sieben Kurse wurden getestet, vier davon bekamen eine gute Qualität bescheinigt. Unter den Anbietern waren Handwerkskammern, Industrie- und Handelskammern und kommerzielle Bildungsanbieter. Die Kosten für die drei- bis fünftägigen Kurse variierten zwischen 143 und 2090 Euro, wobei sowohl der günstigste als auch der teuerste Kurs nur mittelmäßig abschnitten.

## Fachliteratur und Schulungsunterlagen
- Michael Gehrlein: AutoCAD MEP 2014 Grundlagen Band 1. web4mep.de, 2014, ISBN 978-3-00-045252-9.
- Andreas Habelt: Autocad Grundlagen 2014. video2brain, 2014 (online).